# Supercopa de los Países Bajos 2021
La Supercopa de los Países Bajos 2021 fue la 31ª edición del Johan Cruijff Schaal, un partido de fútbol anual jugado entre los ganadores de la Eredivisie y la Copa KNVB de la temporada anterior. El partido fue disputado por los ganadores de la Eredivisie 2020-21 y la Copa de los Países Bajos 2020-21 el 7 de agosto de 2021. 
Cuando el Ajax ganó tanto la Eredivisie como la Copa KNVB, el subcampeón de la Eredivisie, PSV Eindhoven, participó en el Johan Cruyff Shield 2021.
Los campeones defensores fueron el Ajax, que ganó la Supercopa de los Países Bajos 2019. La Supercopa de los Países Bajos 2020 fue cancelado como resultado de la Pandemia de COVID-19 en Países Bajos.
El PSV Eindhoven ganó el partido 4-0 por su duodécimo récord de Johan Cruyff Shield.
|   | Equipo            | Vía de clasificación                                                | Participaciones | Última participación               | Mejor desempeño                                                          |
| - | ----------------- | ------------------------------------------------------------------- | --------------- | ---------------------------------- | ------------------------------------------------------------------------ |
| 1 | Ajax de Ámsterdam | Campeón de la Eredivisie 2020-21 y Copa de los Países Bajos 2020-21 | 18              | Supercopa de los Países Bajos 2019 | Campeón 1993, 1994, 1995, 2002, 2005, 2006, 2007, 2013, 2019             |
| 2 | PSV Eindhoven     | Subcampeón de la Eredivisie 2020-21                                 | 19              | Supercopa de Países Bajos 2019     | Campeón 1992, 1996, 1997, 1998, 2000, 2001, 2003, 2008, 2012, 2015, 2016 |

## Partido
| 7 de agosto | Ajax | 0:4 (0:2) | PSV Eindhoven                                 | Johan Cruyff Arena, Ámsterdam                            |                                                          |
| 17:15 BST   |      |           | - Madueke 2', 29' - Vertessen 76' - Götze 89' | Asistencia: 25.00 espectadores Árbitro(s): Björn Kuipers | Asistencia: 25.00 espectadores Árbitro(s): Björn Kuipers |

|  |  |

| GK           | 32 | Remko Pasveer        |                                          |     |
| RB           | 12 | Noussair Mazraoui    |                                          |     |
| CB           | 2  | Jurriën Timber       |                                          |     |
| CB           | 21 | Lisandro Martínez    |                                          | 86' |
| LB           | 31 | Nicolás Tagliafico   | Otorgado · Otorgado otra vez · Expulsado |     |
| RM           | 8  | Ryan Gravenberch     |                                          |     |
| CM           | 6  | Davy Klaassen        | 31'                                      | 46' |
| LM           | 17 | Daley Blind          |                                          | 74' |
| RF           | 23 | Steven Berghuis      |                                          | 74' |
| CF           | 22 | Sébastien Haller     |                                          | 61' |
| LF           | 10 | Dušan Tadić (c)      |                                          |     |
| Substitutes: |    |                      |                                          |     |
| GK           | 1  | Maarten Stekelenburg |                                          |     |
| GK           | 16 | Jay Gorter           |                                          |     |
| DF           | 15 | Devyne Rensch        |                                          | 46' |
| DF           | 28 | Lisandro Magallán    |                                          | 86' |
| DF           | 35 | Youri Baas           |                                          |     |
| MF           | 4  | Edson Álvarez        |                                          |     |
| MF           | 18 | Jurgen Ekkelenkamp   |                                          | 74' |
| MF           | 25 | Kenneth Taylor       |                                          |     |
| MF           | 26 | Victor Jensen        |                                          |     |
| FW           | 7  | David Neres          |                                          | 61' |
| FW           | 9  | Danilo               |                                          | 74' |
| FW           | 42 | Ar'jany Martha       |                                          |     |
| Manager:     |    |                      |                                          |     |
| Erik ten Hag |    |                      |                                          |     |

| GK            | 16 | Joël Drommel         |     |     |
| RB            | 29 | Phillipp Mwene       |     | 46' |
| CB            | 5  | André Ramalho        |     |     |
| CB            | 28 | Olivier Boscagli     |     |     |
| LB            | 31 | Philipp Max          |     | 81' |
| RM            | 8  | Marco van Ginkel (c) |     |     |
| CM            | 27 | Mario Götze          |     |     |
| LM            | 6  | Ibrahim Sangaré      |     | 61' |
| RF            | 23 | Noni Madueke         |     | 73' |
| CF            | 7  | Eran Zahavi          | 31' | 46' |
| LF            | 11 | Cody Gakpo           |     |     |
| Substitutes:  |    |                      |     |     |
| GK            | 38 | Yvon Mvogo           |     |     |
| DF            | 3  | Jordan Teze          | 73' | 46' |
| DF            | 4  | Nick Viergever       |     |     |
| DF            | 24 | Armando Obispo       |     | 73' |
| DF            | 35 | Fredrik Oppegård     |     | 81' |
| MF            | 14 | Davy Pröpper         |     | 61' |
| MF            | 17 | Mauro Júnior         |     |     |
| FW            | 19 | Bruma                |     |     |
| FW            | 42 | Fodé Fofana          |     |     |
| FW            | 53 | Yorbe Vertessen      |     | 46' |
| Manager:      |    |                      |     |     |
| Roger Schmidt |    |                      |     |     |

Campeón

PSV Eindhoven
12° título